# Strampelanzug

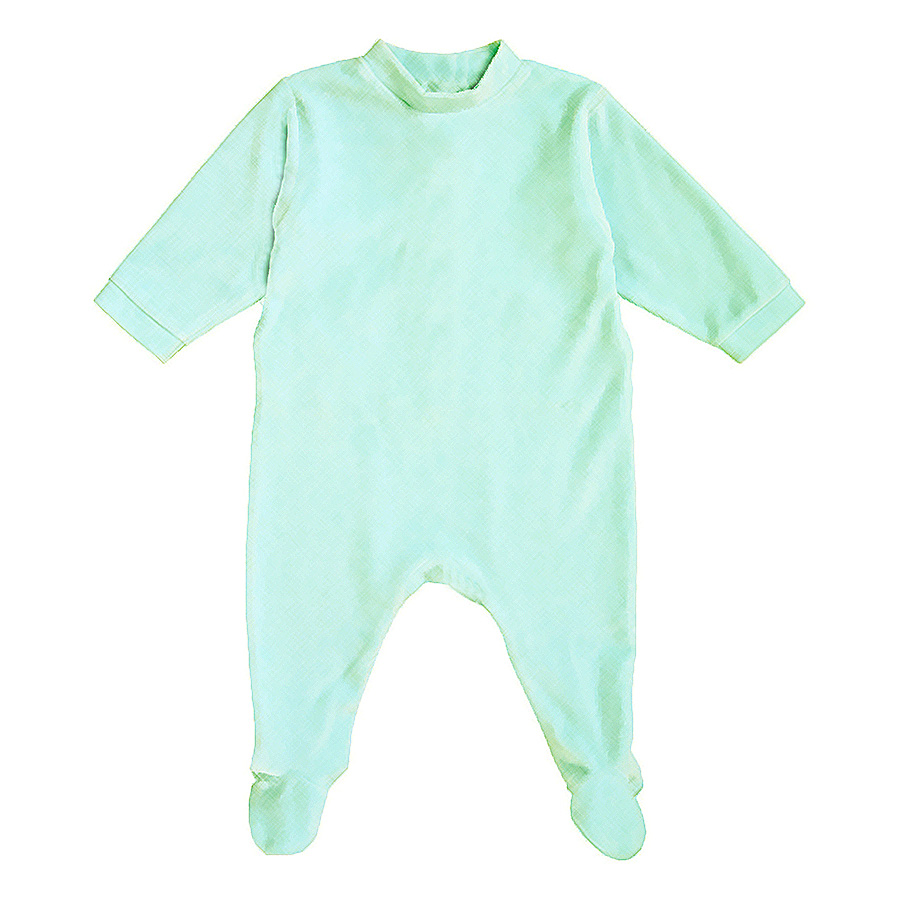
Strampelanzug

Strampelanzüge (kurz Strampler) sind kleine einteilige Anzüge für Babys. Dieses Babybekleidungsstück mit Füßen wird insbesondere im ersten Lebensjahr eines Säuglings eingesetzt. 
Sie wurden erst Ende der 1950er Jahre in den USA eingeführt. In früheren Jahrhunderten wurden Babys nur mit einem Hemd bekleidet und ansonsten in Wickeltücher gehüllt, dabei teilweise sehr eng gewickelt. Die Strampelanzüge erlauben dem Kind im Gegensatz zur Wickelversion freie Bewegungsmöglichkeit, also insbesondere das Strampeln.
Seit den 1930er Jahren ist es Mode, Mädchen in Rosa zu kleiden und Jungen in Hellblau.
Die Strampler bestehen meist aus Jersey, meistens hergestellt aus Baumwolle, Frottee oder Nickiplüsch; es gibt sie mit Ärmeln oder ärmellos. Viele Modelle haben heute neben einer geknöpften Öffnung im Schulterbereich eine zusätzliche knöpfbare Öffnung im Schritt, um den Wechsel der Windeln zu erleichtern. 

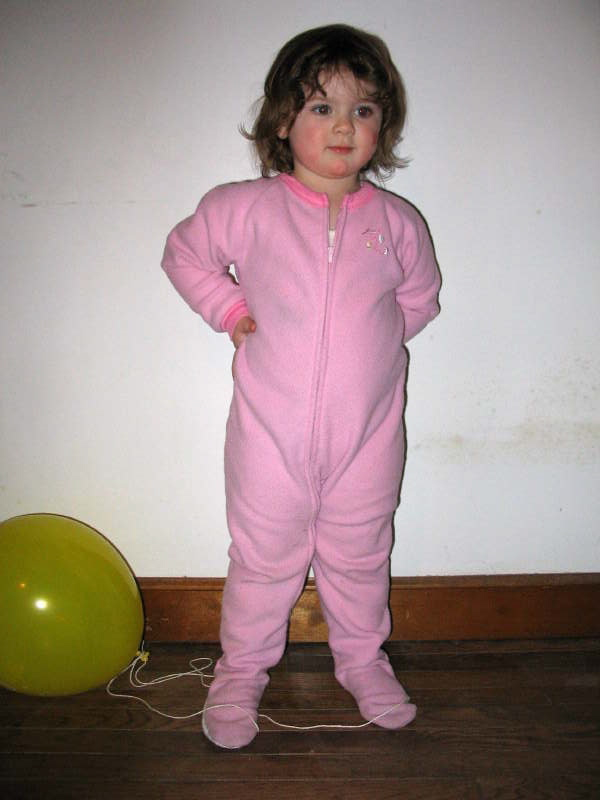
Ein zweijähriges Mädchen in einem Schlafoverall

Ein Schlafoverall ist ein einteiliger Schlafanzug, meist mit angesetzten Füßlingen, für ältere Kinder. Als Material kommen Jersey sowie bei Wintermodellen Fleece und Frottee zum Einsatz. Verschlossen wird ein traditioneller Schlafoverall mittels einer Knopfleiste, die vom Schrittbereich bis zum Kragen verläuft. Bei heute erhältlichen Modellen ersetzt oft ein Reißverschluss die Knopfleiste. Andere Konfigurationen wie Rückenreißverschlüsse sind nur selten anzutreffen. Die früher häufig anzutreffenden Klappen im Gesäßbereich (engl. drop seat) fehlen heute meist.
Schlafoveralls und Strampelanzüge werden typischerweise von Babys und Kleinkindern getragen, insbesondere im Winter. Modelle für ältere Kinder und Erwachsene sind in Nordamerika deutlich weiter verbreitet als in Europa.